# Brignolia bowleri
Espèce
Synonymes
- Aridella bowleri Saaristo, 2002

Statut de conservation UICN

 NT  : Quasi menacé
Brignolia bowleri est une espèce d'araignées aranéomorphes de la famille des Oonopidae.

## Distribution
Cette espèce est endémique des Seychelles. Elle se rencontre sur Aride.

## Description
Le mâle décrit par Platnick, Dupérré, Ott et Kranz-Baltensperger en 2011 mesure 1,69 mm.

## Étymologie
Cette espèce est nommée en l'honneur de John Bowler.

## Publication originale
- Saaristo, 2002 : New species and interesting new records of spiders from Seychelles (Arachnida, Araneaea). Phelsuma, vol. 10, suppl. A, p. 1-31 (texte intégral).